# Won Ton Ton, le chien qui sauva Hollywood

Won Ton Ton, le chien qui sauva Hollywood (Won Ton Ton, the Dog Who Saved Hollywood) est un film américain réalisé en 1976 par Michael Winner. Il s'agit de l'un des derniers films mettant en scène le personnage du chien Rintintin joué par le chien Augustus von Schumacher. 

## Synopsis
En 1924, Estie Del Ruth se rend à Hollywood dans l'espoir de devenir une grande actrice. Sur son chemin, elle rencontre un chien du nom de Won Ton Ton (Rintintin) qui se met à la suivre. Une fois à destination, Won Ton Ton séduit tout le monde et devient une star à la place d'Estie.

## Fiche technique
- Titre original : Won Ton Ton, the Dog Who Saved Hollywood
- Réalisateur : Michael Winner
- Producteur : David V. Picker
- Scénariste : Arnold Schulman et Cy Howard
- Musique : Neal Hefti
- Directeur de la photographie : Richard H. Kline
- Genre : Comédie
- Durée : 92 minutes
- Distributeur : Paramount Pictures
- Sortie : 
  - États-Unis : 26 mai 1976
  - Allemagne : 27 mai 1977
  - Finlande : 10 mars 1978
  - Hongrie : 13 septembre 1979

## Distribution
- Augustus von Schumacher : Won Ton Ton
- Madeline Kahn : Estie Del Ruth
- Bruce Dern : Grayson Potchuck
- Art Carney : J.J. Fromberg
- Nancy Walker : Mme Fromberg
- Phil Silvers : Murray Fromberg
- Teri Garr : Fluffy Peters
- Ron Leibman : Rudy Montague
- Robert Alda : Richard Entwhistle
- Morey Amsterdam : la star entartée
- Army Archerd : l'animateur
- Richard Arlen : la star des films muets
- Billy Barty : l'assistant du réalisateur
- Edgar Bergen : le professeur Quicksand
- Milton Berle : l'homme aveugle
- Janet Blair : la fille du président
- Joan Blondell : la patronne
- Rory Calhoun : Philip Hart
- John Carradine : l'ivrogne
- Jack Carter (en) : un journaliste
- Cyd Charisse : la fille du président
- Jackie Coogan : un machiniste
- Broderick Crawford : L'homme des effets spéciaux
- Dennis Day : le télégraphiste chantant
- Yvonne De Carlo : la femme de ménage
- Gloria DeHaven : la fille du président
- William Demarest : un gardien du studio
- Andy Devine : le prêtre
- Alice Faye : la secrétaire à la porte
- Rhonda Fleming : Rhoda Flaming
- Zsa Zsa Gabor : une star
- Huntz Hall : un homme
- Dick Haymes : James Crawford
- Sterling Holloway : le vieil homme dans le bus
- Dorothy Gulliver : la vieille dame dans le bus
- Tab Hunter : David Hamilton
- Fernando Lamas : une star
- Dorothy Lamour : une star en visite
- Peter Lawford : la star de la comédie
- Phil Leeds : l'attrapeur de chien
- Keye Luke : le cuisinier dans la cuisine
- Victor Mature : Nick
- Virginia Mayo : Miss Battley
- Ethel Merman : Hedda Parsons
- Ann Miller : la fille du président
- Ricardo Montalban : une star du muet
- Walter Pidgeon : le majordome de Grayson
- Aldo Ray : Stubby Stebbins
- Ann Rutherford : la secrétaire de Grayson
- Dean Stockwell : Paul Lavell
- Rudy Vallee : le traqueur d'autographes
- Romo Vincent : un cuisinier
- Johnny Weissmuller : un machiniste
- Ronny Graham : Mark Bennett
- Jack La Rue : le méchant du muet
- Mike Mazurki : un gardien du studio
- Pedro Gonzales-Gonzales : le projectionniste mexicain
- Guy Madison : une star
- Eddie Foy Jr. : une star
- Ken Murray : un vendeur de souvenirs
- Jane Connell : serveuse